# Шекли, Роберт
Ро́берт Ше́кли (англ. Robert Sheckley; 16 июля 1928, Нью-Йорк — 9 декабря 2005, Покипси, штат Нью-Йорк) — американский писатель-фантаст, автор нескольких сотен фантастических рассказов и нескольких десятков научно-фантастических романов и повестей. Мастер иронического юмористического рассказа; один из самых оригинальных юмористов научной фантастики.
В начале своей карьеры писал под псевдонимами Finn O’Donnevan и Ned Lang.

## Биография
Родился в Бруклине. Вырос в Мэйплвуде (штат Нью-Джерси), потом опять переехал в Нью-Йорк. Его родители, иммигрировавшие из Царства Польского в Америку, имели еврейские корни.
Начал читать рано, с детства любил читать и мечтал стать писателем. В юности увлекался творчеством таких авторов, как Роберт Хайнлайн, А. Ван Вогт, Джон Кольер. После окончания школы учился в Нью-Йоркском университете, специализируясь в гуманитарных дисциплинах.
В 1946 году вступил в ряды Армии США и был отправлен в Корею, где служил в качестве охранника, редактора армейской газеты, бухгалтера, а также был гитаристом в армейской музыкальной группе. После увольнения из службы в 1948 году некоторое время работал на металлургическом заводе.
С начала 1950-х годов Шекли начал писать первые рассказы и предлагать их в научно-фантастические журналы, где встретил очень тёплый приём редакторов и читателей. За последующие десять лет он написал несколько сотен коротких, остроумных фантастических рассказов. Молодой талантливый автор не остался незамеченным редакцией самого популярного в те годы в США нового ежемесячного научно-фантастического журнала «Galaxy» (вначале называвшегося «Galaxy Science Fiction»).
В 1954 году Шекли получил награду «Лучший дебют» — самое высокое звание, присуждаемое в жанре фантастики наиболее перспективному молодому автору. В 1960-х годах его фантастические рассказы печатались в известных журналах, в том числе в литературных колонках журнала «Плейбой».
Шекли также написал сценарии 15 эпизодов для телесериала «Капитан Видео» (англ. Captain Video) и 60 пятиминутных новелл цикла «По ту сторону зелёной двери» (англ. Beyond the Green Door). Они были прочитаны по радио известным актёром Бэзилом Рэтбоном, сыгравшим знаменитого сыщика в американском сериале «Шерлок Холмс».
В 1970-х годах Шекли жил на Ибице, а затем в Лондоне. В это время Шекли писал немного, почти не издавался, жил скромно, болел и часто нуждался в деньгах. В 1980 году писатель вернулся в США и стал редактором нового журнала Omni. Шекли сотрудничал с такими фантастами, как Роджер Желязны, Гарри Гаррисон, Харлан Эллисон и другими.
В 1991 году Роберт Шекли был отмечен наградой им. Даниэля Галлана (англ. Daniel F. Gallun) за вклад в жанр научной фантастики. В 1998 году в Санкт-Петербурге ему была вручена премия «Странник» за вклад в области юмора и научной фантастики.
Иногда приезжал в Россию, поскольку там находились основные его поклонники и почитатели.
Весной 2005 года, во время визита на Украину на литературный конвент «Портал», состояние здоровья Шекли резко ухудшилось, и он был госпитализирован. Писатель задержался на Украине, его медицинская страховка была просрочена. В связи с серьёзностью болезни было принято решение поместить его не в бесплатную государственную, а в дорогую частную клинику. Шекли не имел возможности оплатить лечение в ней самостоятельно, и его долг (10 000 USD) был оплачен известным украинским предпринимателем Виктором Пинчуком. Также для него был организован сбор средств, что помогло ему (в тяжёлом состоянии, под присмотром украинских врачей) вернуться в США. На Украину за ним приезжала его дочь Анна.
Роберт Шекли ушёл из жизни на 78-м году жизни, в больнице города Покипси (штат Нью-Йорк) от осложнения аневризмы сосудов головного мозга.

## Семья
Шекли был женат пять раз. У него есть сестра Джоан Клейн, сын Джейсон от первого брака, дочь Алиса Куитни (англ. Alisa Kwitney) (ныне популярная писательница) от второго, дочь Анна и сын Джед от третьего, а также три внука. В последний период жизни Роберт Шекли был женат на писательнице Гэйл Дане (англ. Gail Dana) и жил в Портленде.